# Явкине
Я́вкине — село в Україні, у Баштанській міській громаді Баштанського району Миколаївської області. Населення становить 1391 особу.
Розташоване в 22 км на південний схід від районного центру і в 12 км від залізничної станції Явкине.

## Історія
Село Явкине заселене у 1812 році державними селянями-білорусами з Могильовської губернії і називалось селом Лібрантово.
Станом на 1886 рік у селі Засельської волості Херсонського повіту Херсонської губернії мешала 2181 особа, налічувалось 310 дворових господарств, існували православна церква, школа, земська станція та 2 лавки.
У 1896 році в Явкиному було збудовано Свято-Успенський храм, при якому у тому ж році відкрито однокласну школу. Через два роки в селі відкрито церковнопарафіяльну школу.

### Німецько-радянська війна
В селі поховані Герої Радянського Союзу, танкісти — старший лейтенант Вадим Сивков і рядовий Петро Крестьянинов.
У березні 1944 під час передислокації їх танкова колона потрапила під обстріл ворожої авіації. Їхньому танку M4 «Шерман» було перебито трак гусениці. Танкісти відремонтували машину і почали наздоганяти свою частину. На шляху їм трапилось Явкине, наполовину зайняте німцями. Використовуючи фактор раптовості, танк здійняв паніку серед сплячих ворожих солдат і 14 березня звільнив село від воргів. Але в ніч на 15 березня німці дізналися, що в селі знаходиться лише один танк і здійснили контратаку. В нерівному бою танк потрапив в протитанковий рів, був заблокований і оточений німецькими солдатами. Розстрілявши всі боєприпаси, Вадим Сивков і Петро Крестьянінов, не бажаючи потрапляти в полон, підірвали танк.
Танкістам було присвоєно звання Героїв Радянського Союзу посмертно.
На їх могилі встановлено пам'ятник, на честь героїв названо вулиці в селі Явкине, ім'я Сивкова носить Явкинська ЗОШ. В школі створено музей.

## Населення
Згідно з переписом УРСР 1989 року чисельність наявного населення села становила 1515 осіб, з яких 694 чоловіки та 821 жінка.
За переписом населення України 2001 року в селі мешкало 1388 осіб.

### Мова
Розподіл населення за рідною мовою за даними перепису 2001 року:
| Мова       | Відсоток |
| ---------- | -------- |
| українська | 67,22 %  |
| російська  | 30,27 %  |
| молдовська | 1,73 %   |
| вірменська | 0,50 %   |
| білоруська | 0,29 %   |

## Сучасність
В Явкиному — 8 вулиць і 430 дворів. На території села розташований Пагорб Слави.